# Бар дез Екрен
Бар дез Екрен (Barre des Écrins) е най-високият връх на масива Екрен и на Дофинийските Алпи – 4102 м. Той е най-високата точка на всички масиви западно от централното алпийско било и най-южният четирихилядник в Европа. Също така е единственият четирихилядник във Франция извън върховете от масива Монблан. До анексирането на Савоя през 1860 г. е бил нейният най-висок връх.
Върхът е заобиколен от четири ледника, от които най-известни са Черният и Белият ледник. Върхът е най-достъпен от северната страна, затова обикновено групите, които го изкачват, тръгват от градчето Модан. Пътят минава през долината Eлфроад и през местността Пре дьо мадам Карл. От юг се спуска гигантска стена с височина над 1000 м – любимо място за много алпинисти. На хребета около върха има още няколко издигнати точки, които са наименовани. От тях най-високо стои Дом дьо неж дез Екрен (4015 м).
Върхът е бил неизвестен до средата на ХІХ в., когато започва да се развива географската наука. Определен е като най-висок връх на Франция малко преди Монблан да се включи в пределите ѝ. Първото изкачване е през 1864 г. от британските катерачи А. Мур, Е. Уимпър и Х. Уокър, подпомагани от двама водачи – французи. Събитието е описано от Уаймпър в книгата му „Надпревара през Алпите от 1860 до 1869 г.“ Първото изкачване по много по-трудната южна страна става факт през 1880 г. от французите Анри Дюамел и Пиер Гаспар. Днес по техния маршрут може да се мине много по-лесно, защото е оборудван с осигурителни въжета.
Смята се, че върхът е изключително красив при изгрев слънце, ако се гледа от южната страна. Тогава светлината го оцветява в червено.